# Werner Hellwig
Wilhelm Werner Hellwig (* 24. September 1902 in Burgsteinfurt; † nach 1943) war ein deutscher Jurist.

## Leben und Wirken
Hellwig studierte an der Universität Münster Rechts- und Staatswissenschaften und promovierte dort 1926 mit der Dissertation Das Recht an den Industrie-Erfindungen technischer Angestellter, die in Berlin in Druck erschien.
Er trat zum 1. Mai 1933 in die NSDAP ein (Mitgliedsnummer 3.017.678) und wurde ehrenamtlicher Sicherheitsdienstmitarbeiter (SS-Nummer 487740). Er wurde Amtsleiter der NSDAP in Berlin-Charlottenburg. In dieser Funktion kandidierte er auf dem Wahlvorschlag der NSDAP auf dem Listenplatz mit der Nummer 347 bei der Wahl zum Deutschen Reichstag am 29. März 1936, zog aber nicht in den nationalsozialistischen Reichstag ein. Auch bei der Wahl 1938 bewarb er sich erfolglos.
Später übernahm er die Funktion des Reichsleiters des Amtes für Rechtsberatungsstellen der Deutschen Arbeitsfront und publizierte mehrere amtliche Schriften über Arbeitseinsatz, Arbeits- und Sozialrecht.
Im Juni 1940 wechselte Werner Hellwig nach Den Haag, wo eine Abteilung der Deutschen Arbeitsfront gegründet wurde, deren Leitung er übernahm. Dort war er maßgeblich für die Gleichschaltung der Gewerkschaften in den besetzten Niederlande verantwortlich.
1943 wurde Hellwig Leutnant in der 106. Infanterie-Division.

## Werke
- Arbeitseinsatzgesetze. Sammlung der gesetzlichen Bestimmungen über den Arbeitseinsatz, zusammengestellt im Amt für Rechtsberatungsstellen der Deutschen Arbeitsfront, Berlin: Verlag der Deutschen Arbeitsfront, [1939]
- Die Stellung der Rechtsberatungsstellen der Deutschen Arbeitsfront im Arbeitsleben. In: Soziale Praxis, Bd. 48 (1939), S. 769 ff.
- (mit Otto Marrenbach): Kriegsarbeits- und Sozialrecht, Berlin: Verlag der Deutschen Arbeitsfront, [1939]